# Acalypha beckii
Acalypha beckii är en törelväxtart som beskrevs av Cardiel. Acalypha beckii ingår i släktet akalyfor, och familjen törelväxter. Inga underarter finns listade i Catalogue of Life.